# Muji

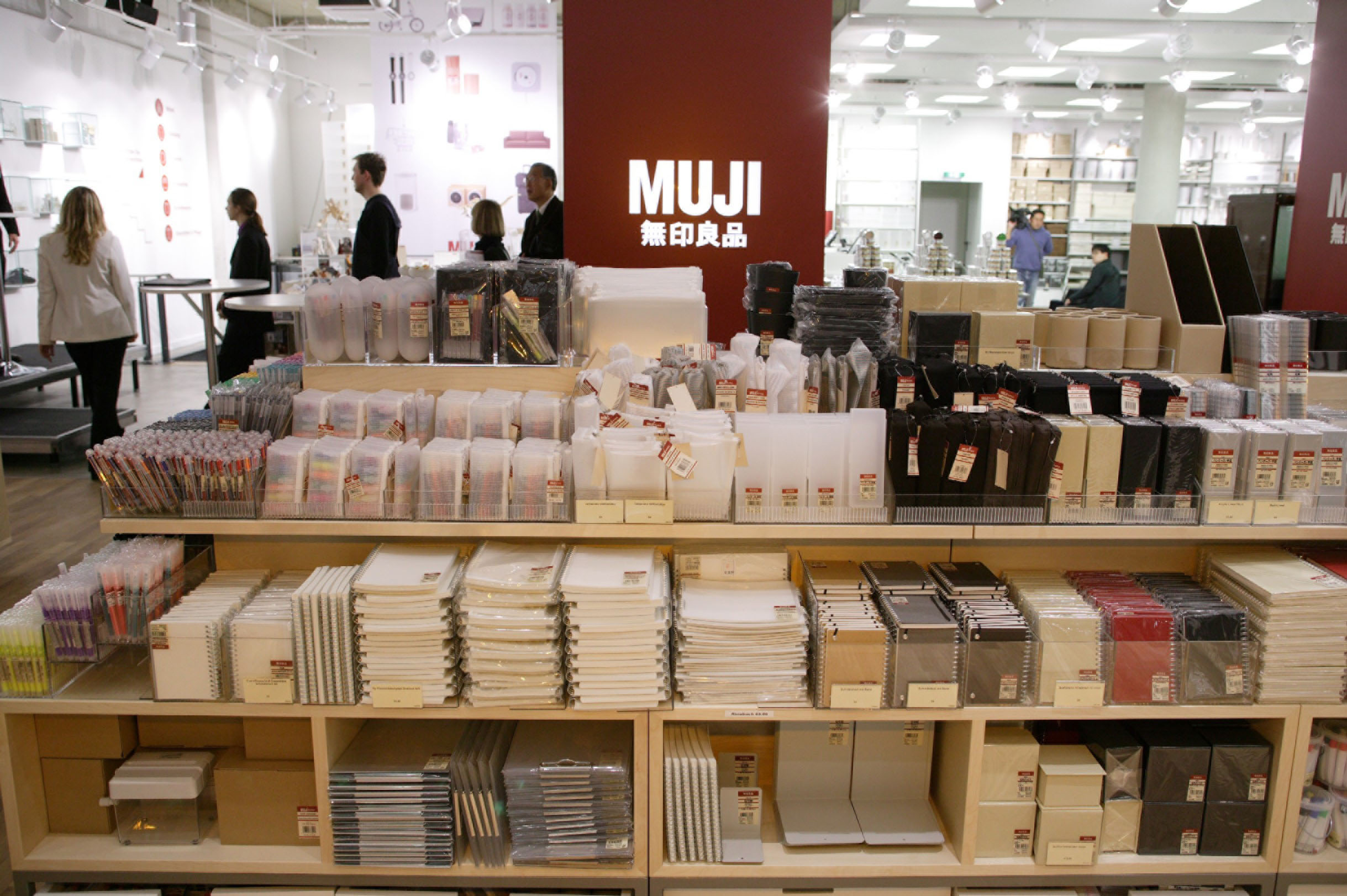
MUJI-winkel in Düsseldorf

K.K. Ryohin Keikaku (Japans: 株式会社良品計画, Kabushiki kaisha Ryōhin Keikaku; Engels: Ryohin Keikaku Co.Ltd.) is een Japanse lifestyle-keten gevestigd in Toshima in de prefectuur Tokio. De keten werd opgericht in 1980. Onder het merk mujirushi ryōhin (Japans: 無印良品, vertaald: merkloze kwaliteitsproducten), kortweg MUJI, heeft het meer dan 800 vestigingen in 26 landen. De aandelen worden verhandeld op de Tokyo Stock Exchange.
Het bedrijf heeft acht 'lifestyle-winkels' in Duitsland (in Düsseldorf, München, Keulen, Hamburg en Frankfurt am Main en twee filialen in Berlijn). Er zijn (nog) geen filialen in Nederland en België.

## Geschiedenis
Het bedrijf werd in december 1980 opgericht als een private label van de warenhuisketen Seibu. In 1983 werd de eerste winkel Mujirushi Ryōhin Aoyama (無印良品青山) geopend in de wijk Aoyama van de wijk Minato in Tokio. In juni 1989 werd het bedrijf afgesplitst als KK Ryōhin Keikaku en in maart 1990 werd het volledig onafhankelijk van Seibu. 
In mei 1991 werd de buitenlandse dochteronderneming Mujirushi Ryohin Europe opgericht en in juli opende in Londen de eerste winkel buiten Japan onder de naam Muji West Soho . De dochteronderneming Mujirushi Ryohin Bermuda Ltd. werd in oktober 1991 opgericht en een maand later Mujirushi Ryohin Hong Kong Ltd.
Ryohin Keikaku Europe Ltd. werd opgericht in maart 1994. voor de Europese markt. In december 1998 werd het bedrijf genoteerd aan de Tokyo Stock Exchange. 
In 2005 won het bedrijf 5 iF product design Gold awards. In juli werd de dochteronderneming Muji Deutschland GmbH opgericht en werd de eerste winkel in Duitsland geopend in de Düsseldorfse Kö-Galerie. München volgde in 2006, Berlijn in 2008, Keulen in 2009, Hamburg in 2010 en Frankfurt am Main en Hannover in 2012 (gesloten sinds juli 2016).  In 2014 werd de tweede vestiging in Berlijn geopend op de Leipziger Platz. In 2019 werd de eerste vestiging in Zwitserland geopend in het Glattzentrum. In 2021 werd een Muji shop-in-shop vestiging geopend in een Migros vestiging in Zürich.
In juli 2020 moest de Amerikaanse tak van het bedrijf faillissement aanvragen vanwege de COVID-19-pandemie . 
De grootste eigenaren zijn The Master Trust Bank of Japan (9,65%), Custody Bank of Japan (8,55%), Mitsubishi Corporation (3,84%) en Credit Saison (2,25%).

## Concept
De naam is een afkorting voor Mujirushi Ryōhin, wat zich vertaalt als "Geen merk, goede producten". MUJI wordt gekenmerkt door de materiaalkeuze, het rationele productieproces en de algemene eenvoud van haar producten en hun verpakking. Het assortiment omvat onder meer schrijfwaren, kantoorartikelen, cosmetica, huishoudelijke apparaten, kleding en meubels . Bekende ontwerpers over de hele wereld werken voor het Japanse bedrijf, maar anoniem, zodat het onduidelijk is wie elk product heeft ontworpen, aangezien alleen het ontwerp en het pure nut van de producten de klant moeten overtuigen.
De groep heeft ook cafés, restaurants en bloemenwinkels. Sommige producten worden tentoongesteld en verkocht in het Victoria and Albert Museum in Londen en het Museum of Modern Art in New York.